# راضي عناب
راضي عناب، أول قائد أردني للجيش العربي الأردني ومن الضباط الذين شكلوا النواة الأولى للجيش العربي الأردني في عام 1923م. ولد في نابلس عام 1898م، التحق بمدارس نابلس، ودرس في معهد المعلمين في بيروت. التحق بالجيش العثماني، فهو مطلوب على كل حال للخدمة العسكرية الإجبارية، فأصبح ضابطاً، وانضم لاحقاً إلى جيش الثورة العربية الكبرى، وذلك بعدما أعلن الشريف الحسين بن علي، انطلاق الثورة العربية الكبرى عام 1916، قدم إلى شرق الأردن، وأنضم إلى الأمير عبد الله المؤسس، فقد كان من بين من استقبله في معان من رجالات الأردن وأحرار العرب، التحق بالجيش العربي 1 تموز 1923 م برتبه ملازم.
بصفته قائد شرطة منطقة القدس، كان عناب حاضراً مع الملك عبد الله الأول يوم اغتياله في المسجد الأقصى بالقدس من قبل مطلق نار فلسطيني معارض لسياسات الملك. وفي الاشتباك الذي أعقب ذلك مع مطلق النار الذي قُتل فيه، أصيب عناب بجروح.في 29 حزيران (يونيو) 1953، التقى عناب الجنرال الإسرائيلي موشيه ديان حيث ناقشا سبل إنهاء محاولات اللاجئين الفلسطينيين التسلل إلى الجانب الإسرائيلي من الخط الأخضر، وهو ما يثير الذعر لإسرائيل.

## المناصب التي شغلها
- قائد عسكري لمنطقة الخليل
- قائد شرطة القدس
- قائد الأمن العام في منطقة البلقاء في 15/7/1930م
- قائد الأمن العام في منطقه البلقاء للمرة الثانية في 1/9/1937م
- قائد الأمن العام في منطقة الكرك 20/6/1938م
- قائد الأمن العام في منطقة البلقاء للمرة الثالثة في 3/7/1941م
- قائد شرطة عمان في 20/10/1943 م
- قائد الأمن العام في منطقة عجلون 1/4/1944م
- مساعد رئيس الأركان للإدارة من عام 11/11/1951 إلى عام 1/7/1952م

## قيادة الجيش
وفي الأول من آذار عام1956 م صدرت الإرادة الملكية من الملك الحسين بن طلال بتعريب قيادة الجيش العربي، لدحض ادعاء القوميين العرب بأن جلوب باشا، قائد الفيلق العربي، هو الحاكم الفعلي للأردن، وإنهاء خدمة الفريق كلوب من منصب رئاسة أركان حرب الجيش العربي الأردني، وترفيع راضي عناب لرتبة لواء وتعينه قائد أركان حرب الجيش العربي الأردني. وفي أيار من عام 1956 صدر قرار إحالته على التقاعد. بعد شهرين، في 24 مايو 1956، وخلفه الرائد العقيد علي أبو نوار.

## الأوسمة التي حازها
- وسام الاستقلال الأردني.[5]
- وسام النهضة الأردني.

وغيرها.

## وصلات خارجية
- صورة تجمع الملك الأردني عبد الله الأول وراضي عناب وسعادة الجلاد وعدنان الحسيني، في القدس عام 1951.